# Autoritat Independent de Responsabilitat Fiscal
L'Autoritat Independent de Responsabilitat Fiscal, més coneguda per les seves sigles AIReF és un organisme independent espanyol de control fiscal que té per objectiu garantir el principi d'estabilitat pressupostària, així com la sostenibilitat financera del país.
Va ser creat el 2013 pel Govern d'Espanya, a iniciativa de la Comissió Europea i com a desenvolupament del mandat constitucional establert a l'article 135. El 14 de novembre de 2013, es va publicar la Llei Orgànica 6/2013, que creava l'Autoritat Independent de Responsabilitat fiscal espanyola (AIReF) i el juny del 2014 es van iniciar efectivament els seus treballs.
L'AIReF pertany a la Xarxa d'Institucions Fiscals Independents de la Unió Europea, creada el 2015.

## Història
La posada en marxa d'una autoritat independent fiscal va tenir una primera etapa a mitjans del segle xx. Països Baixos va crear la primera el 1947. Pocs anys després va donar pas a altres experiències, a Dinamarca i Alemanya i, una mica més tard, es van sumar els Estats Units, Bèlgica, Àustria, Corea del Sud, Suècia i Canadà.
L'AIReF es va posar en marxa amb el nomenament de José Luis Escrivá com a President de l'AIReF el febrer del 2014, amb un mandat no renovable de sis anys, després de l'acceptació per la Comissió d'Hisenda del Congrés dels Diputats a proposta del Govern.
El març del 2014 va ser aprovat l'Estatut Orgànic de l'AIReF i al llarg del segon trimestre s'hi va incorporar la resta del Comitè Directiu, format pel president i els directors de les tres divisions que integren l'AIReF. El Comitè Directiu es va reunir per primera vegada el juny del 2014, moment que es pot considerar el d'inici de les activitats de la institució. Atenent a la transparència, totes les actes del Comitè són publicades.
El juliol del 2014 es va aprovar el Pla d'Actuacions per al 2014 i al començament del 2015 el Pla Estratègic 2015-2020. El 18 d'abril del 2016 l'AIReF va emetre un comunicat denunciant la manca de dades per elaborar informe anual sobre previsions macroeconòmiques.
El 18 de febrer del 2020 el Consell de Ministres va acordar proposar Cristina Herrero, fins ara presidenta interina, com a nova presidenta de l'AIReF. Herrero substituïa en el càrrec José Luis Escrivá, qui va cessar després del seu nomenament com a ministre d'Inclusió, Seguretat Social i Migracions al segon govern de Pedro Sánchez.